# Fumoto no iro
Fumoto no iro (麓の色,?, "Sesso ai piedi delle colline") è un romanzo erotico del 1768 scritto da Hantaishi che tratta unicamente del comportamento omosessuale (nanshoku (男色)).
Pubblicato per la prima volta in Giappone nel 1768 racconta la storia di un gigolò sessantenne di nome Ogiya Yashige. Anche se fittizio, ovvero un personaggio di fantasia, Yashige è considerato un precursore delle moderne nozioni giapponesi di morale sessuale, la quale impone che la prostituzione maschile sia composta da individui che abbiano già oltrepassato nel loro picco di attività la soglia dei diciassette anni. Qui i ragazzi pubescenti erano i penetratori anali, mentre i pre-puberi dovevano svolgere inevitabilmente il ruolo passivo.